# Nesopetinus vestitus
Nesopetinus vestitus är en skalbaggsart som först beskrevs av Sharp 1881.  Nesopetinus vestitus ingår i släktet Nesopetinus och familjen glansbaggar. Inga underarter finns listade i Catalogue of Life.